# Prince-Désir Gouano
Prince-Désir Gouano (París, 24 de diciembre de 1993) es un futbolista francés que juega de defensa y se encuentra sin equipo tras abandonar el Amiens S. C. en junio de 2021.

## Carrera internacional
Fue internacional sub-18, sub-19 y sub-20 con la selección de fútbol de Francia.

## Clubes
| Club                            | País         | Año       |
| ------------------------------- | ------------ | --------- |
| Le Havre A. C.                  | Francia      | 2011      |
| Juventus F. C.                  | Italia       | 2011-2013 |
| Lanciano Calcio (cedido)        | Italia       | 2012      |
| Vicenza Virtus (cedido)         | Italia       | 2013      |
| Atalanta B. C.                  | Italia       | 2013-2017 |
| RKC Waalwijk (cedido)           | Países Bajos | 2013-2014 |
| Rio Ave F. C. (cedido)          | Portugal     | 2014-2015 |
| Bolton Wanderers F. C. (cedido) | Inglaterra   | 2015-2016 |
| Gaziantepspor (cedido)          | Turquía      | 2016      |
| Vitória Guimarães (cedido)      | Portugal     | 2016-2017 |
| Amiens S. C.                    | Francia      | 2017-2021 |

## Palmarés

### Títulos nacionales
| Título              | Club              | País   | Año  |
| ------------------- | ----------------- | ------ | ---- |
| Supercopa de Italia | Juventus de Turín | Italia | 2012 |